# Edwardsia gilbertensis
Edwardsia gilbertensis är en havsanemonart som beskrevs av Oscar Henrik Carlgren 1931. Edwardsia gilbertensis ingår i släktet Edwardsia och familjen Edwardsiidae. Inga underarter finns listade i Catalogue of Life.